# Sybra misella
Sybra misella là một loài bọ cánh cứng trong họ Cerambycidae.